# 牧野真二
牧野真二（1976年5月29日—），前日本職業足球員，日本國家沙灘足球隊成員。

## 足球俱乐部生涯
1995年，牧野真二在橫濱水手开始足球生涯。1998年转会至鳥栖砂岩。1999年，引退。

## 日本國家沙灘足球隊
牧野真二参加了2005，2006，2008，2009，2011，2013，2015年沙灘足球世界盃。

## 外部連結
- （日語）J.League Data Site （页面存档备份，存于）